# Camp d’Esports d’Aixovall
Camp d’Esports d’Aixovall, oficial denumit DEVK-Arena din motive de sponsorizare, este un stadion mic de fotbal din Aixovall, parohia Sant Julià de Lòria, lângă capitala, Andorra la Vella, din Andorra. Stadionul are o capacitate de 1.000 de locuri, toate pe scaune.
Camp d’Esports d’Aixovall și Estadi Comunal d'Andorra la Vella găzduiesc împreună toate meciurile din eșaloanele superioare a competițiilor de fotbal din Andorra, Primera Divisió și Segona Divisió.